# Olena Verbinska
Olena Verbinska, född 26 maj 2008 i Kiev i Ukraina, är en kanadensisk konstsimmare. 

## Karriär
Verbinska började med konstsim som femåring. Vid panamerikanska spelen 2023 i Santiago var hon en del av Kanadas lag som tog brons i lagtävlingen. Vid VM 2023 i Fukuoka var Verbinska en del av Kanadas lag som slutade på sjätte plats i det akrobatiska lagprogrammet och på 14:e plats i det tekniska lagprogrammet.
Vid VM 2024 i Doha var Verbinska en del av Kanadas lag som slutade på fjärde plats i det akrobatiska lagprogrammet och på sjunde plats i det fria lagprogrammet.